# Alain Bergeron
Pour les articles homonymes, voir Bergeron et Alain Bergeron (homonymie).
Alain Bergeron, né le 11 février 1950 à Paris, est un auteur québécois demeurant à Québec, connu aussi sous le nom de plume Brian Eaglenor (anagramme de son nom).

## Biographie
Alain Bergeron est diplômé en sciences sociales de l'Université Laval, en administration de l'ENAP (École nationale d'administration publique) et en histoire et politique des sciences. En 2004, il est nommé secrétaire général du Conseil de la science et de la technologie au sein du gouvernement du Québec. Un été de Jessica, son premier roman, est publié en 1978 et est également présenté en épisodes dans le journal Le Soleil.  En plus d'être un écrivain de science-fiction, il est chroniqueur au magazine Solaris en y rédigeant pendant quelques années L'anachorète dilettante.  Il est également essayiste et cosigne Radiographie d'une série culte : The X-Files avec Laurine Spehner.  Il est de plus l'auteur de plusieurs avis scientifiques destinés au conseil du gouvernement du Québec.

## Œuvres
Il a écrit plus de 300 livres, certains ont été traduits dans une dizaine de langues. Au total, près de 2 millions d'exemplaires ont été vendus de par le monde,.

### Romans et essais de science-fiction
- Un été de Jessica (roman, éd. Quinze, 1978)
- Le Chant des Hayats (roman littérature-jeunesse, éditions Paulines : Jeunesse-pop 83, 1992)
- Le Corbillard (roman littérature-jeunesse sous le pseudonyme-anagramme "Brian Eaglenor", Héritage : Échos aventure, 1994)
- L'Ombre dans le cristal (roman littérature-jeunesse, éditions Paulines : Jeunesse-pop 104, 1995)
- Grignotements (roman littérature-jeunesse sous le pseudonyme-anagramme "Brian Eaglenor", Héritage: Échos aventure, 1994)
- L'Ennemie (roman littérature-jeunesse sous le pseudonyme-anagramme "Brian Eaglenor", Héritage, 1997)
- Radiographie d'une série culte : The X-Files [avec Laurine Spehner] (essai, éd. Alire, 1999)
- Phaos (roman, éd. Alire, 2003)

### Recueils de nouvelles de science-fiction
- Corps-machines & rêves d'anges (Recueil de nouvelles, Vents d'Ouest, 1997, réédition augmentée chez Les Moutons électriques, coll. Bibliothèque voltaïque, 2008)

### Nouvelles
- Bonne fête, Univers (Solaris 65, 1985)
  - Reparution dans Corps-machines et rêves d'anges (Vents d'Ouest, 1997)
  - Traduction anglaise : Happy Birthday, Universe, in Tesseracts 2 (Press Porcepic, 1987)

- La Voix des étoiles (L'Année 1985 de la science-fiction et du fantastique québécois, Le Passeur, 1986)
  - Reparution dans Anthologie de la science-fiction québécoise contemporaine (BQ, 1988)
  - Reparution dans Corps-machines et rêves d'ange (Vents d'Ouest, 1997)

- Les Crabes de Vénus regardent le ciel (Solaris 73, 1987)
  - Reparution dans SF : Dix années de science-fiction québécoise (Logiques, 1988)
  - Reparution dans Corps-machines et rêves d'ange (Vents d'Ouest, 1997)

- Les Amis d'Agnel (Solaris 85, 1989)
  - Reparution dans Corps-machines et rêves d'ange (Vents d'Ouest, 1997)

- Une analogie de la vie éternelle (Demain, l'avenir, Logiques, 1990)
  - Reparution dans Corps-machines et rêves d'ange (Vents d'Ouest, 1997)

- Rêves d'ange (imagine... 56, 1991)
  - Reparution dans Magie rouge 30/31, (1991)
  - Reparution dans Corps-machines et rêves d'ange (Vents d'Ouest, 1997)

- Les Jardins de l'Infante, (imagine... 58, 1991)
  - Reparution dans Corps-machines et rêves d'ange (Vents d'Ouest, 1997)
- Revoir Nymphea (Solaris 99, 1992)
  - Reparution dans Corps-machines et rêves d'ange (Vents d'Ouest, 1997)

- Le Huitième Registre (Solaris 107, 1993)
  - Reparution dans Escales sur Solaris (Vents d'Ouest, 1995)
  - Reparution dans Corps-machines et rêves d'ange (Vents d'Ouest, 1997)
  - Reparution dans Les Horizons divergents(Le Livre de Poche n°7212, 1999)
  - Traduction anglaise : The Eighth Registe in Tesseracts Q (Tesseract Books, 1996)
  - Reparution dans Northern Suns (TOR Books, 1999)

- L'Homme qui fouillait la lumière  (Solaris 111, 1994)
  - Reparution dans Corps-machines et rêves d'ange (Vents d'Ouest, 1997)
  - Reparution dans SF 99 (Bélial'/Orion, coll. Bifrost/Étoiles Vives, 1999)

- Les Marcheurs, in Pot-pourrire (Ashem fictions, 1996)

- Le Jeu après la mort  (imagine... 74, 1996)
  - Reparution dans Corps-machines et rêves d'ange (Vents d'Ouest, 1997)

- Scènes dans un jardin, au beau milieu de l'univers (Solaris 116, 1996)
  - Reparution dans Corps-machines et rêves d'ange (Vents d'Ouest, 1997)

- Le Prix, in La Maison douleur (Vents d'Ouest, Ado 2, 1996)
  - Reparution dans Corps-machines et rêves d'ange (Vents d'Ouest, 1997)

- {/thea} ou le Jour venu, (Solaris 119, 1996)
- Le vingt-huitième jour (sous le pseudonyme-anagramme Brian Eaglenor, in Fenêtre secrète sur Stephen King no 9, 1997)
- Rouge, in Roberval fantastique (Ashem fictions, 1998)
- Uriel et Kornilla (Solaris 127, 1998)
- Un bijou de peur (sous le pseudonyme-anagramme Brian Eaglenor, in Alibis no 8, 2003)
- L’Honneur perdu de Pé-A Miller (sous le pseudonyme-anagramme Brian Eaglenor, in Alibis no 10, 2004)
- Le rasoir (sous le pseudonyme-anagramme Brian Eaglenor, in Solaris no 154, 2005)

## Publications

### Avis scientifique au Gouvernement
- 2000 : Innovation sociale et innovation technologique, l’apport de la recherche en sciences sociales et humaines
- 2001 : La bio-informatique au Québec : un levier essentiel du développement des bio-industries
- 2002 : OGM et alimentation humaine : impacts et enjeux pour le Québec

## Prix littéraires
- 1980: Prix Boréal (pour Un été de Jessica)
- 1987: Prix Boréal (ex æquo) (pour Bonne fête, Univers)
- 1988: Prix Casper (pour Les Crabes de Vénus regardent le ciel)
- 1989: Concours littéraire ACELF
- 1991: Prix Septième Continent (pour Rêves d'ange)
- 1994: Prix Solaris (pour L'Homme qui fouillait la lumière)
- 1995: Prix Boréal (pour L'Homme qui fouillait la lumière)
- 1995: Prix Aurora (pour L'Homme qui fouillait la lumière)
- 1997: Prix Boréal de la meilleure production critique
- 1998: Grand Prix de la science-fiction et du fantastique québécois (pour Corps-machines et rêves d'anges, L’Ennemie et Le Vingt-huitième jour)
- 1999: Prix Boréal de la meilleure production critique
- 1999: Prix Aurora (pour Corps-machines et rêves d'anges)
- 1999: Prix Sidewise, award for best short form fiction (pour The Eight Register)
- 2004: Prix Boréal (pour Phaos)
- 2004: Prix Aurora (pour Phaos)
- 2004: Grand Prix de la science-fiction et du fantastique québécois (pour Phaos)